# 고마가바야시역
고마가바야시역(일본어: 駒ヶ林駅, こまがばやしえき)은 일본 효고현 고베시 나가타구에 있는 고베 시영 지하철 가이간 선의 역이다. 역 번호는 K09이다.
KOBE 삼국지 가든의 근처역으로 부역명을 "삼국지의 거리"라고 호칭하고 있으며, 역명판 하부에 그림 광고로도 시작되었다.
역 이미지 주제는 "어항, 바다의 길"이다.

## 역 구조
섬식 승강장 1면 2선의 지하역이다.
1번 출입구는 아스타쿠니즈키와 직접 연결된다.
출입구2와 대합실 사이에는 오랜 기간 연결 통로가 있어 9시부터 21시까지는 사람이 지나가면 반응하는 센서가 바다를 연상시키는 효과음(멜로디)이 송출된다. 효과음의 이미지는 계절마다 "파도 소리와 함께 바다새가 날다"(봄・가을), "밀물 소리가 조개의 풍경을 이룬다"(여름), "파도 소리와 함께 기적이 울린다"(겨울)로 된 것이 각각 2가지 준비되어 있다.

### 승강장
| 1 | 가이간 선 | 산노미야하나도케이마에 방면 |
| 2 | 가이간 선 | 신나가타 방면               |

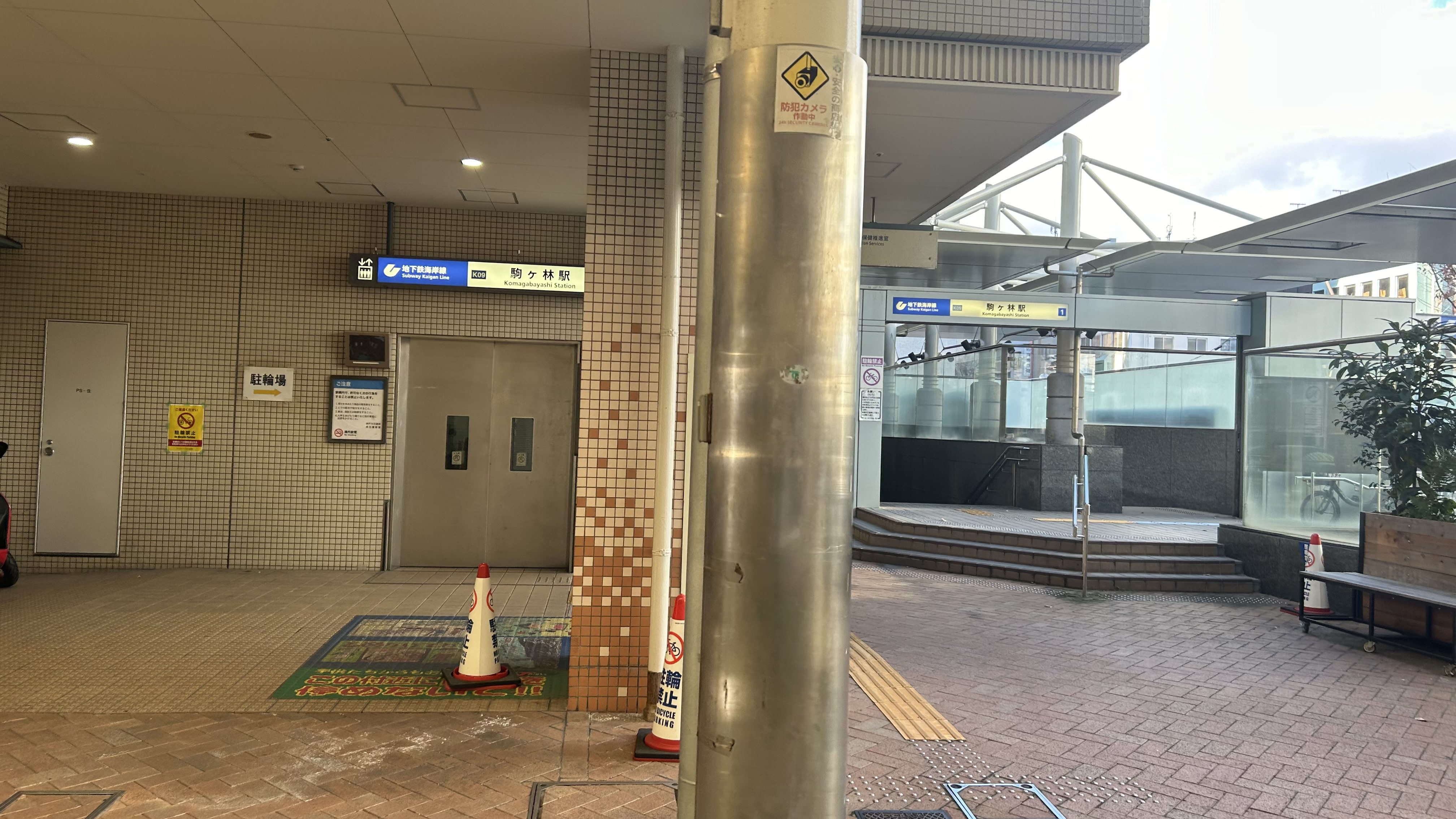
1번 출구
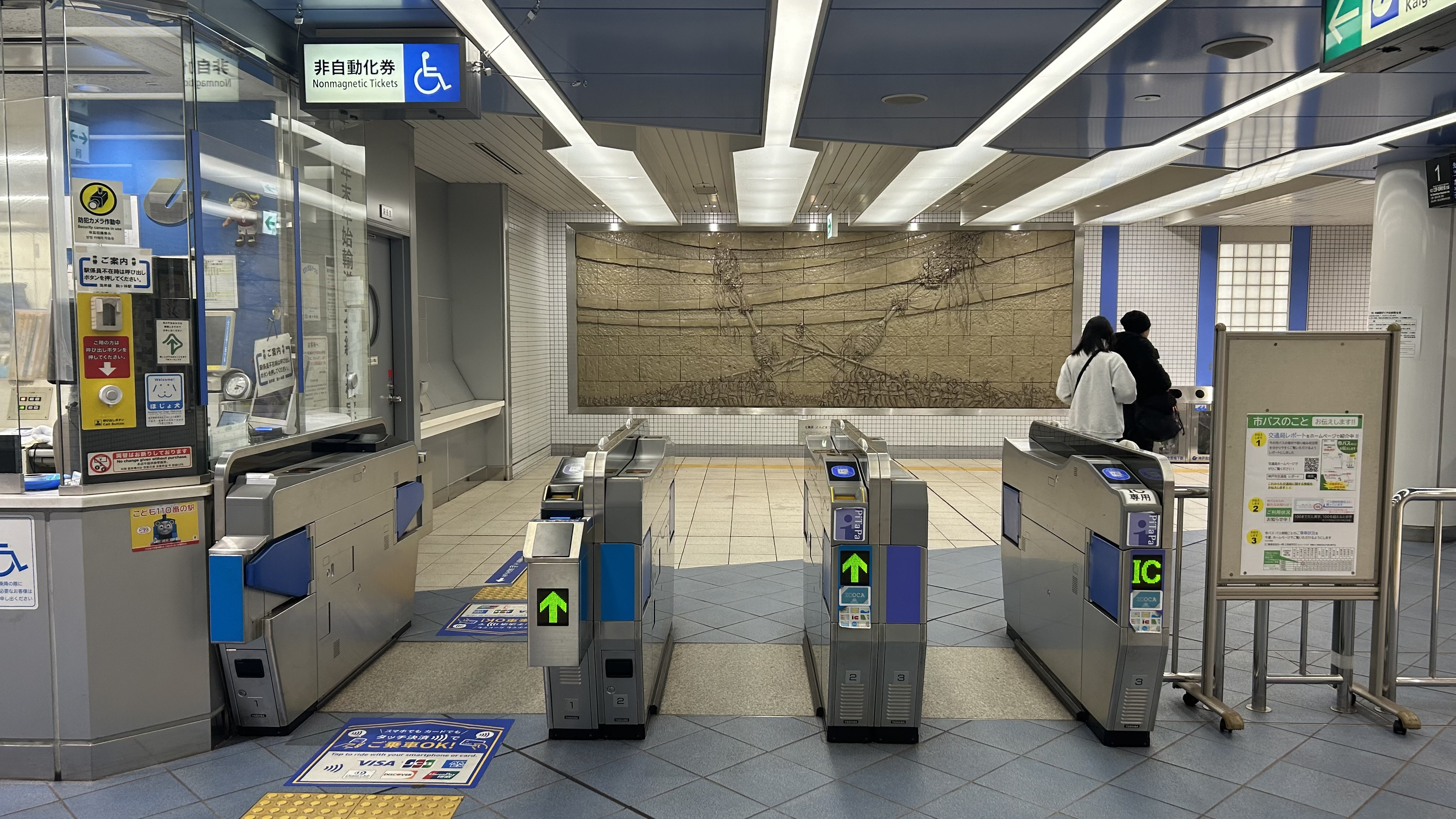
개찰구
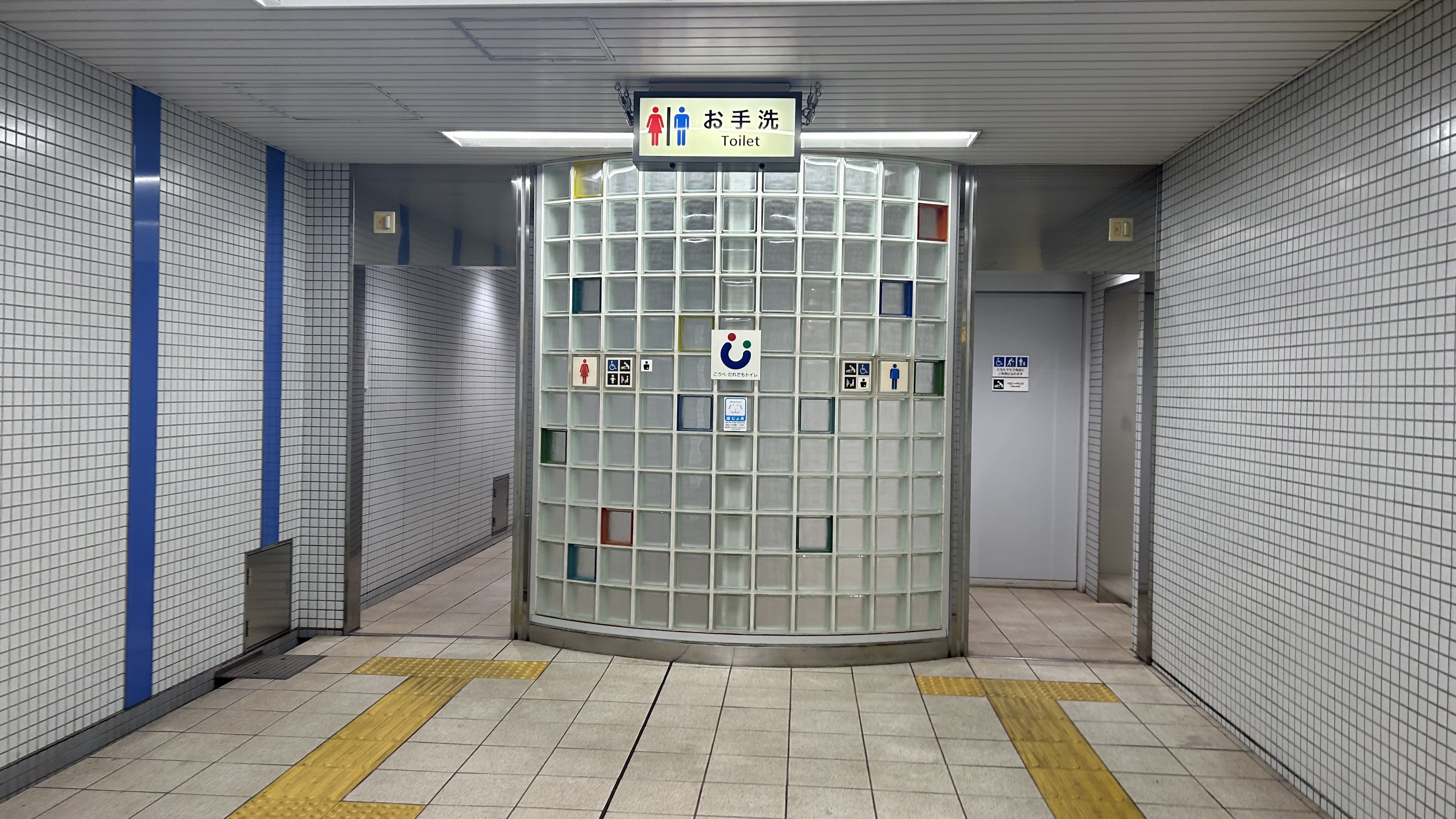
화장실

## 역 주변
- 고마바야시 신사
- 아스타 쿠니즈카 - 지진 부흥 재개발 사업에 의한 재개발 지구.
  - 고베 애니메이션 스트리트
- 아그로 가든

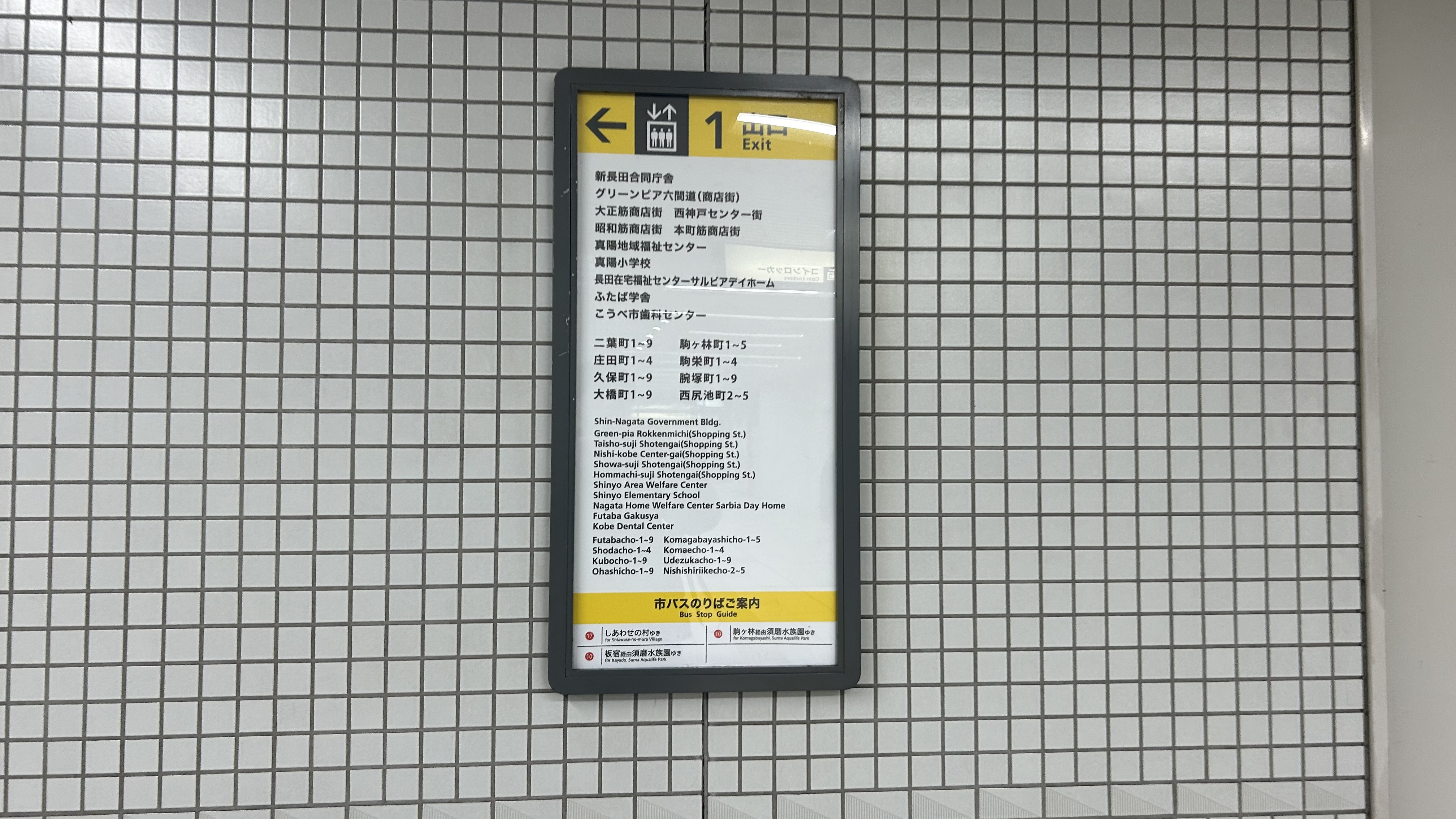
1번 출구 안내
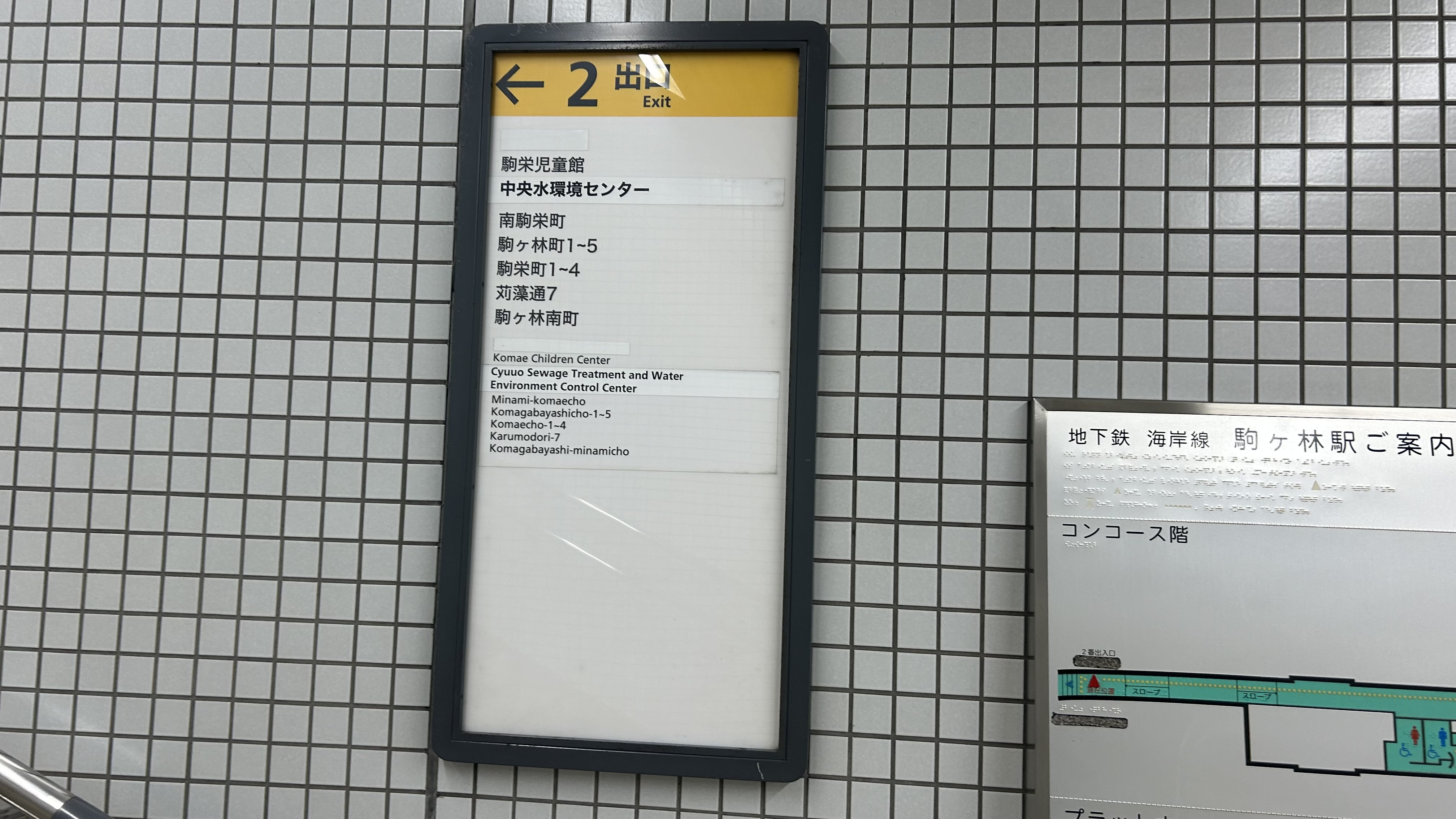
2번 출구 안내

## 역사
- 2001년 7월 7일: 영업 개시.

## 기타
당역에 도착하면 자동방송으로 '고마가바야시, 고마가바야시, 아그로 가든 앞 입니다. 신나가타 합동청사는 이쪽이 편리합니다. 삼국지의 마을 고마가바야시에 환영합니다"라는 안내방송이 흘러나온다.

## 인접역
| 고베 시 교통국 가이간 선                | 고베 시 교통국 가이간 선 | 고베 시 교통국 가이간 선    |
| --------------------------------------- | ------------------------ | --------------------------- |
| K 08 가루모 산노미야하나도케이마에 방면 |                          | 신나가타 K 10 신나가타 방면 |